# (24615) 1978 VO5
1978 في أو 5 (ويعرف أيضًا باسم (24615) 1978 في أو 5 وفق تسمية الكوكب الصغير) (بالإنجليزية: 1978 VO5)‏ هو كويكب ضمن حزام الكويكبات؛ وترتيبه 24615 من حيث الاكتشاف.
اكتُشف هذا الجُرم الفلكي بواسطة اليانور إف. هيلين في 7 نوفمبر 1978.

## وصلات خارجية
- (24615) 1978 VO5 في قاعدة بيانات مختبر الدفع النفاث لأجرام النظام الشمسي الصغيرة

- الاكتشاف · مخطط المدار ·  العناصر المدارية · المعلمات المادية

- (24615) 1978 VO5 على موقع ويكي سكاي: DSS2, SDSS, GALEX, IRAS, Hydrogen α, X-Ray, Astrophoto, Sky Map, Articles and images